# Fernando Ortega Bernés

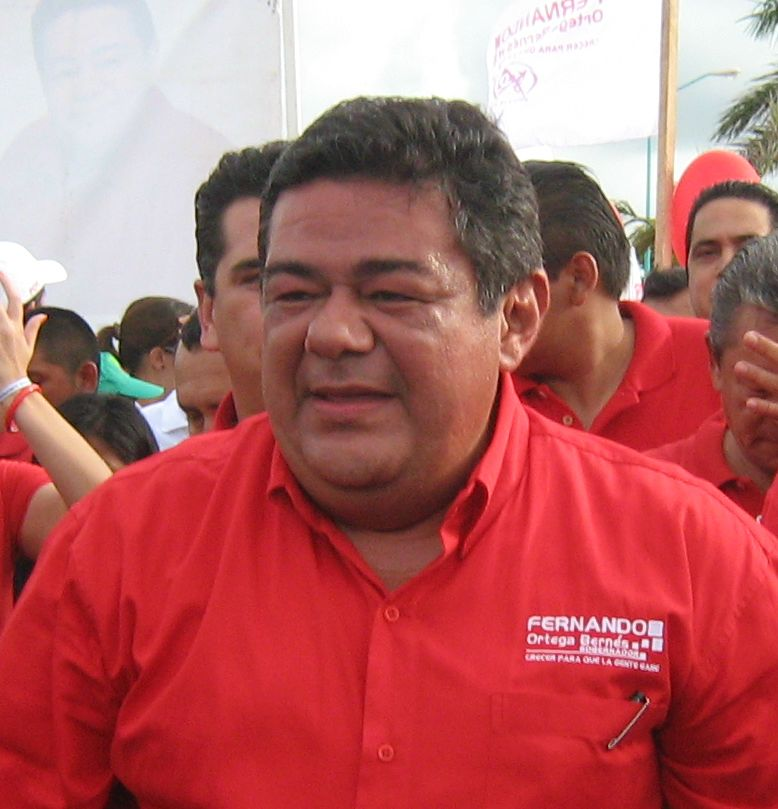
Fernando Ortega Bernés

Fernando Eutimio Ortega Bernés (Campeche (stad), 16 februari 1958) is een Mexicaans politicus van de Institutioneel Revolutionaire Partij (PRI). Sinds 2009 is hij gouverneur van Campeche.
Ortega studeerde politicologie aan de Autonome Universiteit van Campeche (UAC), een vak dat hij daar vervolgens doceerde. In 2003 werd hij tot burgemeester van Campeche gekozen, hij versloeg in die verkiezing Juan Camilo Mouriño In 2006 werd hij senator namens de staat Campeche. Hij trad in 2009 terug als senator om een gooi te doen naar het gouverneurschap van Campeche. Hij versloeg Mario Ávila Lizárraga en werd op 15 september ingehuldigd als gouverneur.
- Bibsys: 5087555
- International Standard Name Identifier: 0000 0000 8163 6633
- Library of Congress Control Number: n92010181
- Virtual International Authority File: 294470369
- WorldCat: E39PBJghkCfbhF4ywQ8D83JqwC